# 무함마드 5세 (모로코)
무함마드 5세(아랍어: محمد الخامس, 1909년 8월 10일 ~ 1961년 2월 26일)는 모로코의 술탄(재위: 1927년 ~ 1953년, 1955년 ~ 1957년)이자 모로코의 국왕(재위: 1957년 ~ 1961년)이다.

## 생애
모로코의 술탄인 유세프 벤 하산의 아들로 태어났다. 1927년 11월 17일에 사망한 유세프 벤 하산의 뒤를 이어 모로코의 술탄으로 즉위했다.
제2차 세계 대전 이후에 전개된 모로코의 독립 운동을 적극적으로 주도했지만 1953년 8월 20일에 프랑스가 모로코를 점령하면서 가족들과 함께 코르시카로 망명하게 된다. 1954년 1월에는 가족들과 함께 마다가스카르로 이주했고 1955년 11월 16일에 모로코로 귀환하면서 모로코의 술탄으로 복위하게 된다.
1956년 2월 프랑스, 스페인과의 협상 끝에 모로코의 독립이 확정되었으며 1957년 8월 14일에 모로코의 국왕으로 즉위했다. 1961년 2월 26일에 사망했으며 그의 왕위는 아들인 하산 2세가 승계받았다.

## 같이 보기
- 모로코의 역사